# Osowia (gromada)
Osowia – dawna gromada, czyli najmniejsza jednostka podziału terytorialnego Polskiej Rzeczypospolitej Ludowej w latach 1954–1972.
Gromady, z gromadzkimi radami narodowymi (GRN) jako organami władzy najniższego stopnia na wsi, funkcjonowały od reformy reorganizującej administrację wiejską przeprowadzonej jesienią 1954 do momentu ich zniesienia z dniem 1 stycznia 1973, tym samym wypierając organizację gminną w latach 1954–1972.
Gromadę Osowia z siedzibą GRN w Osowi utworzono – jako jedną z 8759 gromad na obszarze Polski – w powiecie gostynińskim w woj. warszawskim, na mocy uchwały nr VI/10/3/54 WRN w Warszawie z dnia 5 października 1954. W skład jednostki weszły obszary dotychczasowych gromad Kiełpieniec, Lubieniek, Łokietnica, Modrzew, Mościska, Osowia, Skoki i Tuliska oraz część obszaru dotychczasowej gromady Jasionka ze zniesionej gminy Szczawin w tymże powiecie. Dla gromady ustalono 10 członków gromadzkiej rady narodowej.
Gromadę zniesiono 1 stycznia 1959, a jej obszar włączono do gromady Szczawin Kościelny w tymże powiecie.